# Iglesia de San Bartolomé (Cuéllar)
La iglesia de San Bartolomé fue un templo de culto católico bajo la advocación de San Bartolomé ubicado en la villa segoviana de Cuéllar (Castilla y León). 
Se desconoce tanto su fecha de construcción como los materiales de su fábrica, pues no se conserva resto alguno del edificio, aunque posiblemente formara parte del amplio conjunto de arquitectura mudéjar de Cuéllar. La primera noticia del templo data del año 1356, en un documento conservado en el Archivo Parroquial de Cuéllar, en el que alude a ella como parroquia.
Estaba situada “un tiro de piedra” del convento de la Santísima Trinidad, cercana a la actual Ronda de San Bartolomé (de cuya iglesia toma el nombre), junto al Parque de la Huerta del Duque (bosque del castillo de Cuéllar) y al molino del Cubo. 
En el siglo XVI los monjes trinitarios son autorizados para trasladar su monasterio (ubicado desde el siglo XIII junto al Cerquilla) a la villa, financiados por Ana y Francisca de Bazán, hermanas del conquistador Alonso de Bazán. Para ello, en el año 1554 el obispo de Segovia Gaspar de Zúñiga y Avellaneda les autorizó para utilizar la piedra y materiales de la entonces ermita de San Bartolomé, que se hallaba arruinada, para levantar el nuevo monasterio.